# ناروکی تاکاهاشی
ناروکی تاکاهاشی (انگلیسی: Naruki Takahashi؛ زادهٔ ۱۷ دسامبر ۱۹۹۸) بازیکن فوتبال است.